# 押し出し (相撲)
押し出し（おしだし）とは、相撲の日本相撲協会制定決まり手八十二手、基本技の一つである。相手の胸や喉、腋を押し、土俵の外に出す技。寄り切りと並んで最も基本的な技のひとつ。相手が倒れれば押し倒しになる。まわしをつかんでいても体を密着させずに腕を伸ばして攻めれば押し出しになる。
まわしを取って押した場合にも、「土俵際ではまわしを離して押せ」との実践訓があり、これに従えば押し出しになる。
2020年5月場所～2025年3月場所において決まり手頻度17951番で1位である。幕内取組の場合、寄り切りに次いで出現頻度が高い決まり手である。

## 得意とする力士
押しを得意とする力士。2023年9月場所現在現役の幕内力士では、貴景勝、北勝富士、阿炎、玉鷲、阿武咲、碧山などがいる。
古くは大正後期の横綱栃木山守也が名手として知られほとんどの力士が対抗手段を持ちえない程であった。

## 押し切り
押し切り（おしきり）は相手が土俵際でしばらく堪えるのを土俵外に出した押し出しである。日本相撲協会制定決まり手八十二手には採用されていないが、古くは押し出しと区別されていた。その頃の押し出しと押し切りの両者の違いは次の通り。
- 押し出し - 相手が堪える間もなく土俵外に出た場合。
- 押し切り - 相手が土俵際でしばらく堪えるのを土俵外に出した場合。

公式決まり手制定以前において、「押し切り」として報道・記録された取組は非常に多い。双葉山が横綱時代に「押し切り」で白星を記録した取組のみを例示する。
- 昭和13年5月場所初日　○双葉山－海光山×　(69連勝の記録の途中)
- 昭和13年5月場所11日目　○双葉山－武藏山×　(〃)
- 昭和14年5月場所14日目　○双葉山－鏡岩×
- 昭和16年5月場所2日目　○双葉山－増位山×
- 昭和16年5月場所5日目　○双葉山－出羽湊×

## 押し放し
押し放し（おしはなし）は相手を押し放して土俵外に出した押し出しである。日本相撲協会制定決まり手八十二手には採用されていない。古くは突き出しに対する突き放しの様に押し技の決まり手として押し出しと区別されていた。「押し放し」がマスコミにより報道で記録された取組は次の通り。
- 昭和11年5月場所3日目　○綾川－三熊山×
- 昭和12年1月場所5日目　○楯甲－番神山×
- 昭和12年5月場所3日目　○玉ノ海－旭川×